# ОМШ „Корнелије Станковић” Прокупље
ОМШ „Корнелије Станковић” у Прокупљу је основна музичка школа. Носи име познатог композитора, диригента и пијанисте Корнелија Станковића. 
Ученици школе образују се на пет одсека: клавир, виолина, хармоника, гитара и соло певање.

## Историјат
Школа је основана 1980. године као Школа за основно музичко образовање при Радничком Универзитету „Тихомир Станковић“ у Прокупљу. Отпочела је рад са 3 наставника и 30 ђака за инструменте хармоника и клавир.
Данашњи назив добија 1994. године, када у њен  састав улази и истурено одељење у Куршумлији, а наредне године истурена одељења у Блацу и Житорађи. У овом периоду, све до септембра 2005. године, због ширења делатности школе и све већег броја ученика и одељења, у Прокупљу се настава одвијала на две локације: у просторијама које су се налазиле у улици Кнез Михајловој бр. 55, и Југ Богдана 119. Септембра 2005. године, Јединица локалне самоуправе и Школски одбор, доносе одлуке о дислокацији школе, те се од школске 2005/2006. до школске 2010/2011. године настава у Прокупљу у целости одвија у просторијама у улици Југ Богдана 119.
У јуну 2010. године  школа добија нове просторије за рад у улици Василија Ђуровића Жарког бр. 1, уз договор представника локалне самоуправе и сагласност Министарства просвете.  У школској 2010/2011. години почиње да ради у новом простору, где се и данас налази.

## Школа данас
У школи данас ради око тридесет наставника и професора, а ученици пружају свом граду и околини занимљиве културне садржаје.
Априла 2005. године по први пут је у организацији школе одржано такмичење “Млади за правду и мир“ са јединственим пропозицијама извођења женских композитора.
У фебруару 2009. године први пут је у организацији Музичке школе и Дома културе, а под покровитељством општине Прокупље, одржан „ФЕДЕС“ – фестивал дечијег стваралаштва на коме су узела учешће деца Топличког округа и исказала се у ликовном, књижевном, музичком стваралаштву и извођаштву, класичне, народне и музике за децу.
Школа организује концерте својих ученика и наставника у част значајних јубилеја и градских прослава. 

## Награде и признања
Иако спада у мале школе, њени ученици успешно учествују на такмичењима и освајају интернационалне награде са пијанистичких  такмичења у Француској, Италији, Русији, Републици Српској, као и на многобројним такмичењима у земљи.